# 400 metros livre
400 metros livres é uma modalidade olímpica de natação de estilo livre mas que é sempre executada no estilo crawl por ser o mais rápido.
A prova é considerada de fundo (resistência), mas com o passar do tempo e desenvolvimento da natação, começou a aliar velocidade com resistência, e hoje pode-se considerar que tornou-se uma prova de meio-fundo.

## Recordes mundiais masculinos

### Piscina longa (50 m)
| Tempo   | Nadador                | Data                    |
| ------- | ---------------------- | ----------------------- |
| 5:36.8  | Henry Taylor           | 16 de julho de 1908     |
| 5:35.8  | Thomas Battersby       | 21 de setembro de 1911  |
| 5:29.0  | Alajos Kenyery         | 21 de abril de 1912     |
| 5:28.4  | Béla Las-Torres        | 5 de junho de 1912      |
| 5:24.4  | George Hodgson         | 14 de julho de 1912     |
| 5:21.6  | Jack Hatfield          | 25 de setembro de 1912  |
| 5:14.6  | Norman Ross            | 9 de outubro de 1919    |
| 5:14.4  | Norman Ross            | 25 de setembro de 1921  |
| 5:11.8  | Arne Borg              | 9 de abril de 1922      |
| 5:06.6  | Johnny Weissmuller     | 22 de junho de 1922     |
| 4:57.0  | Johnny Weissmuller     | 6 de março de 1923      |
| 4:54.7  | Arne Borg              | 9 de dezembro de 1924   |
| 4:50.3  | Arne Borg              | 11 de setembro de 1925  |
| 4:47.0  | Jean Taris             | 16 de abril de 1931     |
| 4:46.4  | Shozo Makino           | 14 de agosto de 1933    |
| 4:38.7  | Jack Medica            | 30 de agosto de 1934    |
| 4:38.5  | Bill Smith             | 13 de maio de 1941      |
| 4:35.2  | Alex Jany              | 12 de setembro de 1947  |
| 4:34.6  | Hironoshin Furuhashi   | 24 de julho de 1949     |
| 4:33.3  | Hironoshin Furuhashi   | 18 de agosto de 1949    |
| 4:33.1  | John Marshall          | 11 de março de 1950     |
| 4:29.5  | John Marshall          | 1 de abril de 1950      |
| 4:26.9  | John Marshall          | 24 de março de 1951     |
| 4:26.7  | Ford Konno             | 3 de abril de 1954      |
| 4:27.0  | Murray Rose            | 27 de outubro de 1956   |
| 4:25.9  | Murray Rose            | 12 de janeiro de 1957   |
| 4:25.9  | John Konrads           | 15 de janeiro de 1958   |
| 4:21.8  | John Konrads           | 12 de janeiro de 1959   |
| 4:19.0  | John Konrads           | 7 de fevereiro de 1959  |
| 4:16.6  | Tsuyoshi Yamanaka      | 26 de julho de 1959     |
| 4:15.9  | John Konrads           | 23 de fevereiro de 1960 |
| 4:13.4  | Murray Rose            | 17 de agosto de 1962    |
| 4:12.7  | Don Schollander        | 31 de julho de 1964     |
| 4:12.2  | Don Schollander        | 15 de outubro de 1964   |
| 4:11.8  | John Nelson            | 18 de agosto de 1966    |
| 4:11.6  | Don Schollander        | 18 de agosto de 1966    |
| 4:11.1  | Frank Wiegand          | 25 de agosto de 1966    |
| 4:10.6  | Mark Spitz             | 25 de junho de 1967     |
| 4:09.2  | Alain Mosconi          | 4 de julho de 1967      |
| 4:08.8  | Mark Spitz             | 7 de julho de 1967      |
| 4:08.2  | Greg Charlton          | 28 de agosto de 1967    |
| 4:07.7  | Mark Spitz             | 23 de junho de 1968     |
| 4:06.5  | Ralph Hutton           | 1 de agosto de 1968     |
| 4:04.0  | Hans-Joachim Fassnacht | 14 de agosto de 1969    |
| 4:02.8  | John Kinsella          | 20 de agosto de 1970    |
| 4:02.6  | Gunnar Larsson         | 7 de setembro de 1970   |
| 4:02.1  | Tom McBreen            | 25 de agosto de 1971    |
| 4:01.7  | Brad Cooper            | 12 de fevereiro de 1972 |
| 4:00.11 | Kurt Krumpholz         | 4 de agosto de 1972     |
| 3:58.18 | Rick DeMont            | 9 de setembro de 1973   |
| 3:56.96 | Tim Shaw               | 22 de agosto de 1974    |
| 3:54.69 | Tim Shaw               | 22 de agosto de 1974    |
| 3:53.95 | Tim Shaw               | 19 de junho de 1975     |
| 3:53.31 | Tim Shaw               | 20 de agosto de 1975    |
| 3:53.08 | Brian Goodell          | 18 de junho de 1976     |
| 3:51.93 | Brian Goodell          | 22 de julho de 1976     |
| 3:51.56 | Brian Goodell          | 27 de agosto de 1978    |
| 3:51.41 | Vladimir Salnikov      | 6 de abril de 1979      |
| 3:51.40 | Vladimir Salnikov      | 19 de agosto de 1979    |
| 3:51.20 | Vladimir Salnikov      | 29 de fevereiro de 1980 |
| 3:50.49 | Peter Szmidt           | 15 de julho de 1980     |
| 3:49.57 | Vladimir Salnikov      | 12 de março de 1982     |
| 3:49.57 | Vladimir Salnikov      | 14 de julho de 1982     |
| 3:48.32 | Vladimir Salnikov      | 19 de fevereiro de 1983 |
| 3:47.80 | Michael Gross          | 27 de junho de 1985     |
| 3:47.38 | Artur Wojdat           | 25 de março de 1988     |
| 3:46.95 | Uwe Dassler            | 23 de setembro de 1988  |
| 3:46.47 | Kieren Perkins         | 3 de abril de 1992      |
| 3:45.00 | Yevgeny Sadovyi        | 29 de julho de 1992     |
| 3:43.80 | Kieren Perkins         | 11 de setembro de 1994  |
| 3:41.83 | Ian Thorpe             | 22 de agosto de 1999    |
| 3:41.33 | Ian Thorpe             | 13 de maio de 2000      |
| 3:40.59 | Ian Thorpe             | 16 de setembro de 2000  |
| 3:40.17 | Ian Thorpe             | 22 de julho de 2001     |
| 3:40.08 | Ian Thorpe             | 30 de julho de 2002     |
| 3:40.07 | Paul Biedermann        | 26 de julho de 2009     |

### Piscina curta (25 m)
| Tempo   | Nadador          | Data                    |
| ------- | ---------------- | ----------------------- |
| 3:41.74 | Giorgio Lamberti | 13 de fevereiro de 1988 |
| 3:40.81 | Anders Holmertz  | 4 de fevereiro de 1990  |
| 3:40.46 | Danyon Loader    | 11 de fevereiro de 1995 |
| 3:39.82 | Ian Thorpe       | 25 de setembro de 1998  |
| 3:35.01 | Grant Hackett    | 2 de abril de 1999      |
| 3:34.58 | Grant Hackett    | 18 de julho de 2002     |
| 3:32.77 | Paul Biedermann  | 14 de novembro de 2009  |

## Recordes mundiais femininos

### Piscina longa (50 m)
| Tempo   | Nadadora            | Data                    |
| ------- | ------------------- | ----------------------- |
| 6:30.2  | Ethelda Bleibtrey   | 16 de agosto de 1919    |
| 6:16.6  | Hilda James         | 29 de julho de 1921     |
| 5:53.2  | Gertrude Ederle     | 4 de agosto de 1922     |
| 5:51.4  | Martha Norelius     | 23 de janeiro de 1927   |
| 5:49.6  | Martha Norelius     | 30 de junho de 1928     |
| 5:42.8  | Martha Norelius     | 6 de agosto de 1928     |
| 5:39.2  | Martha Norelius     | 27 de agosto de 1928    |
| 5:31.0  | Helene Madison      | 3 de fevereiro de 1931  |
| 5:28.5  | Helene Madison      | 13 de agosto de 1932    |
| 5:16.0  | Willy den Ouden     | 12 de julho de 1934     |
| 5:14.2  | Ragnhild Hveger     | 10 de fevereiro de 1937 |
| 5:14.0  | Ragnhild Hveger     | 3 de outubro de 1937    |
| 5:12.4  | Ragnhild Hveger     | 14 de novembro de 1937  |
| 5:11.0  | Ragnhild Hveger     | 12 de dezembro de 1937  |
| 5:08.2  | Ragnhild Hveger     | 16 de janeiro de 1938   |
| 5:06.1  | Ragnhild Hveger     | 1 de agosto de 1938     |
| 5:05.4  | Ragnhild Hveger     | 8 de setembro de 1940   |
| 5:00.1  | Ragnhild Hveger     | 15 de setembro de 1940  |
| 4:50.8  | Lorraine Crapp      | 25 de agosto de 1956    |
| 4:47.2  | Lorraine Crapp      | 20 de outubro de 1956   |
| 4:45.4  | Ilsa Konrads        | 9 de janeiro de 1960    |
| 4:44.5  | Chris von Saltza    | 5 de agosto de 1960     |
| 4:42.0  | Marilyn Ramenofsky  | 11 de julho de 1964     |
| 4:41.7  | Marilyn Ramenofsky  | 1 de agosto de 1964     |
| 4:39.5  | Marilyn Ramenofsky  | 31 de agosto de 1964    |
| 4:39.2  | Martha Randall      | 14 de agosto de 1965    |
| 4:38.0  | Martha Randall      | 26 de agosto de 1965    |
| 4:36.8  | Pamela Kruse        | 30 de junho de 1967     |
| 4:36.4  | Pamela Kruse        | 7 de julho de 1967      |
| 4:32.6  | Debbie Meyer        | 27 de julho de 1967     |
| 4:29.0  | Debbie Meyer        | 18 de agosto de 1967    |
| 4:26.7  | Debbie Meyer        | 1 de agosto de 1968     |
| 4:24.5  | Debbie Meyer        | 25 de agosto de 1968    |
| 4:24.3  | Debbie Meyer        | 20 de agosto de 1970    |
| 4:22.6  | Karen Moras         | 30 de abril de 1971     |
| 4:21.2  | Shane Gould         | 9 de julho de 1971      |
| 4:19.04 | Shane Gould         | 30 de agosto de 1972    |
| 4:18.07 | Keena Rothhammer    | 22 de agosto de 1973    |
| 4:17.33 | Heather Greenwood   | 28 de junho de 1974     |
| 4:15.77 | Shirley Babashoff   | 22 de agosto de 1974    |
| 4:14.76 | Shirley Babashoff   | 20 de junho de 1975     |
| 4:11.69 | Barbara Krause      | 3 de junho de 1976      |
| 4:09.89 | Petra Thümer        | 20 de julho de 1976     |
| 4:08.91 | Petra Thümer        | 17 de agosto de 1977    |
| 4:07.66 | Kim Lineham         | 2 de agosto de 1978     |
| 4:06.28 | Tracey Wickham      | 24 de agosto de 1978    |
| 4:05.45 | Janet Evans         | 20 de dezembro de 1987  |
| 4:03.85 | Janet Evans         | 22 de setembro de 1988  |
| 4:03.03 | Laure Manaudou      | 12 de maio de 2006      |
| 4:02.13 | Laure Manaudou      | 6 de agosto de 2006     |
| 4:01.53 | Federica Pellegrini | 24 de março de 2008     |
| 4:00.66 | Joanne Jackson      | 16 de março de 2009     |
| 4:00.41 | Federica Pellegrini | 27 de junho de 2009     |
| 3:59.15 | Federica Pellegrini | 26 de julho de 2009     |
| 3:58.37 | Katie Ledecky       | 23 de agosto de 2014    |
| 3:56.46 | Katie Ledecky       | 7 de agosto de 2016     |
| 3:56.40 | Ariarne Titmus      | 22 de maio de 2022      |
| 3:55.38 | Ariarne Titmus      | 23 de julho de 2023     |
| 3:54.18 | Summer McIntosh     | 7 de junho de 2025      |

### Piscina curta (25 m)
| Tempo   | Nadadora       | Data                   |
| ------- | -------------- | ---------------------- |
| 4:00.03 | Claudia Poll   | 18 de abril de 1997    |
| 3:59.53 | Lindsay Benko  | 26 de janeiro de 2003  |
| 3:56.79 | Laure Manaudou | 10 de dezembro de 2005 |
| 3:56.09 | Laure Manaudou | 9 de dezembro de 2006  |
| 3:54.29 | Joanne Jackson | 8 de agosto de 2009    |
| 3:54.85 | Camille Muffat | 24 de novembro de 2012 |